# معاهدة جدة (2000)
معاهدة جدة اتفاقية عقدت في 12 يونيو (حزيران) 2000 م بين المملكة العربية السعودية والجمهورية اليمنية لترسيم الحدود النهائية ولحل الخلافات المتعلقة بها التي دامت لأكثر من 60 عاماً.

## الحدود مع اليمن الجنوبي
شملت معاهدة الطائف اليمن الشمالي فقط، وكان الوضع في اليمن الجنوبي مختلفاً كثيراً فبريطانيا الدولة المستعمرة للجنوب آنذاك، لم تعترف بالوجود السعودي في منطقة شرورة، ولم تشملها بأي مفاوضات حدودية معها .
خلال نزاع السعودية مع ثورة 26 سبتمبر في الشمال ودعمها بالمال والسلاح للجانب الملكي طوال سبع سنوات (1962 ـ 1969) أخذت السعودية تتوسع في الربع الخالي، وهي منطقة غير مرسّمة ولم تلحظها معاهدة الطائف وملاحقها
بعد إعلان استقلال جنوب اليمن من الاستعمار البريطاني، في 1972 وقعت أول حرب يمنية جنوبية مع السعودية، عندما أستولت السعودية على إقليمي الوديعة والشروه اليمنيين.
فقد كانت بريطانيا قد رسمت حدود اليمن الجنوبي (أو ما كان يسمى باتحاد الجنوب العربي) مع السعودية، وسمي «خط الاستقلال»، الذي لم تعترف به السعودية. ومع بداية الاستقلال في عدن في عهد الرئيس سالم ربيع علي، بدأ أول رئيس لجمهورية اليمن الديمقراطية الشعبية (جنوب اليمن) حوارات محدودة مع السعودية حول الحدود بين البلدين، ووافقت حكومة الرئيس قحطان الشعبي على تشكيل لجنة يمنية جنوبية ـ سعودية لبحث موضوع الحدود. لكن هذه اللجنة لم تجتمع قط.
وكان موضوع الحدود في الجنوب اليمني مرتبطاً تاريخياً بالعلاقة مع الشمال، على الرغم من الأمر الواقع المفروض على الأرض. فقد ظل الإمام يحيى يدّعي السيادة على السلطنات وعلى حضرموت في الجنوب، ولم يتخل عن منازعة بريطانيا عليها، طوال سنوات الوجود البريطاني وهو في الحكم. كذلك ظلت صنعاء.

## التفاوض على الحدود
حاولت السعودية قبل أيام قلائل من إعلان الوحدة اليمنية 1990 إقناع الزعماء الجنوبيين بفصل موضوع الحدود بين الجنوب والسعودية عن موضوع الحدود بين الشمال والسعودية في نصوص اتفاقية الوحدة، بحيث يبقى هذا الموضوع تحت سيطرة الجنوب لا الحكومة المركزية في الترتيبات الدستورية التي يجري إعدادها لدولة الوحدة. وأقنع الزعماء الجنوبيين بتشكيل لجنة فنية بينهما للنظر في مشكلة الحدود. بل حاول السعوديون أيضاً إقناع الزعماء الجنوبيين بالتوصل بسرعة إلى ترسيم الحدود مع السعودية، بحيث يصبح أمراً واقعاً أمام دولة الوحدة عندما يتم إعلانها.

ظلت المماطلة في موضوع الحدود تجر فصولاً، ولم تبدأ المفاوضات الجدّية الوحيدة حول الحدود إلاّ في عهد علي عبد الله صالح. فبينما كانت العهود السابقة التي تعاقبت على اليمن تتهرب وتماطل في النظر بمعاهدة الطائف، كان موقف الرئيس علي عبد الله صالح أوضح المواقف وأجرأها، وعندما تحركت قضية الوحدة بينصنعاء وعدن بشكل جدّي، وبات تحقيقها قرابة قوس أو أدنى، زار الرئيس صالح الملك فهد في حفر الباطن قادماً من عمان بعد انعقاد قمة مجلس التعاون العربي في مارس 1990، أراد صالح من زيارته إقناع الملك فهد بتأييد الوحدة بين شطري اليمن، لأنها ستجعل من الممكن حسم موضوع الحدود بعد أكثر من نصف قرن من المراوغة، وأن بدء مفاوضات جدّية حول كل قضايا الحدود، القديم منها والجديد، والذي تشمله معاهدة الطائف أو لا تشمله، أصبح ضرورياً ضرورة مطلقة. ويبدو أن الملك فهد اقتنع بمنطق الأمور كما شرحه له الرئيس صالح، فخرج من الاجتماع ليعلن من حفر الباطن: 
| معاهدة جدة (2000) | أن المملكة العربية السعودية تريد الوحدة اليمنية وتؤيدها بلا تحفظ | معاهدة جدة (2000) |

ولما أُعلنت الوحدة بين شطري اليمن، تضمن أول بيان لأول رئيس وزراء لليمن الموحد وهو حيدر أبو بكر العطاسالصادر في 20 يونيو 1990، إعلاناً واضحاً وصريحاً : 
| معاهدة جدة (2000) | أن الجمهورية اليمنية الجديدة الموحدة على استعداد لحل قضايا الحدود كافة، براً وبحراً، مع جيرانها على أساس الحقوق التاريخية والقانون الدولي. | معاهدة جدة (2000) |

لما تمّت الوحدة اليمنية، وتلتها حرب الخليج الثانية واتضح حجم النفط المخزون في اليمن، ثارت المشكلة الحدودية من جديد إثر الاتفاق على ترسيم الحدود نهائياً بين اليمن وسلطنة عمان في1990، فقامت المباحثات بين الطرفين في صورة لجنة للخبراء الثنائية بدأت في سبتمبر 1992، بعد أن جرت مشاورات ثنائية في جنيف في يوليو 1992 وعقدت سبعة لقاءات بالتناوب بين الرياض وصنعاء .
وكان لا بد من مفاوضات جدية حول الحدود. وتألفت لجنة سعودية يمنية مشتركة من الخبراء للتفاوض من أجل التوصل إلى حل للمشكلة. واجتمعت اللجنة سبع مرات حتى بداية حرب الانفصال ولم تسفر هذه الاجتماعات عن أي نتائج بسبب تمسك السعودية بمعاهدة الطائف 1934، التي تقضي بمنح السعودية المناطق الثلاث: نجران وجيزان وعسير
طلب السعوديون من اليمنيين ضرورة الاتفاق على ترسيم العلامات الحدودية التي وضعت بين البلدين بموجب معاهدة الطائف. أي أن السعودية تريد اعترافاً رسمياً من اليمن، بترسيم الحدود بشكلها الحالي نهائياً، بحيث تبقى كل من نجران وجيزان وعسير تابعة للسعودية وفي وضع غير قابل للتراجع أو النقض.
أما الجانب اليمني، فقد اعتبر أن معاهدة الطائف 1934، ملغاة منذ أيلول 1992، وهو يعارض تجديدها. وقدّم اليمن إلى الجانب السعودي خلال اجتماع اللجنة في تعز في أغسطس 1993، مقترحات تتضمن البدء بالتفاوض على خط الحدود الذي لم تتضمنه معاهدة الطائف، والممتد شرقاً من نقطة جبل الثارحتى الحدود مع سلطنة عمان، على أن يترك موضوع خط الحدود الغربية، المنصوص عليه في معاهدة الطائف، والممتد من جزيرة الموسم على البحر الأحمر حتى جبل الثار شرقاً، إلى ما بعد الاتفاق على الحدود الشرقية، وهي الحدود مع سلطنة عمان.
والهدف اليمني من هذا الطرح، هو عدم إعطاء السعودية اعترافاً نهائياً وشرعياً بالحدود الواقعة بين البلدين جنوب نجران. إلاّ أن الجانب السعودي تمسك بالمشروع الذي اقترحه عند بدء المفاوضات في سبتمبر 1992، وهو الإبقاء على معاهدة الطائف كما هي. إضافة إلى ترسيم حدود بحرية في البحر الأحمر غير منصوص عليها في المعاهدة.

وظلت العقدة السعودية على حالها وهي المتمثلة في الوصول إلى مياه المحيط الهندي عن طريق اختراق حدود اليمن إلى بحر العرب، وعدم المساس بمعاهدة الطائف للعام 1934، بأي شكل، لأنها أحد إنجازات عهد الملك عبد العزيز في توحيد شبه الجزيرة العربية. يقابل ذلك العقدة اليمنية التي عبّر عنها الرئيس علي عبد الله صالح عندما قال: إنّه يستحيل عليه القبول باتفاق حدود مجحف مع السعودية، يسجل فيه على نفسه وعلى أولاده من بعده بأنه 
| معاهدة جدة (2000) | بإسم اليمن تخلى عن أرض يمنية لدولة أقوى وأغنى منه، كسبتها بحرب غزو غير متكافئة | معاهدة جدة (2000) |

إن معاهدة الطائف كانت قد نصت على تجديدها كل 20 سنة، أو إعادة النظر فيها برغبة الطرفين. وعندما مرت الفترة الأولى للمعاهدة في العام 1970، أُغتيل في فترة تسعة أشهر رئيسان يمنيان هما أحمد الغشمي وإبراهيم الحمدي، ودخل اليمن (شماله وجنوبه) في دوامة صراعات داخلية عطلت إمكانية (من الجانب اليمني على الأقل) بدء مفاوضات حولها. وهكذا عاشت المعاهدة بقوة الاستمرار .

### ما بعد حرب الانفصال
تمثلت هذه المرحلة في اتهام كل جانب للأخر باختراقات حدودية لا راضية وعبور الحدود المتفق عليها في اتفاقية الطائف وقيام المباحثات بينهما من أجل الوصول إلى التسوية فقد صدر في البداية بيان عن وزارة الخارجية اليمنية، أشار إلى أن السعودية نفذت أعمالا تمس بسيادة اليمن على أراضيها باستحداث نقاط للمراقبة وشق عدد من الطرق في عمق الأراضي اليمنية في مناطق واقعة على الحدود تابعة لمحافظات صعدة وحضرموت والمهرة فردت السعودية بأن تلك الاستحداثات قد جرت في الأراضي السعودية، وأن ما قامت به هو شق طريق لخدمات القرى السعودية التي لا تصلها الطرق داخل حدودها بموجب معاهدة الطائف، وأن القوات اليمنية قامت بإطلاق النار وقتل أحد أفراد المعدات التي كانت تشق الطريق (في ديسمبر 1994) وتجاوزت القوات اليمنية الحدود السعودية بعشرة كيلو مترات وقد أكد وزير الداخلية اليمنى العميد يحيى المتوكل أن قوات حرس حدود القبائل اليمنية اشتبكت مع قوات حرس الحدود السعودية على طول الحدود بين البلدين لمدة أربعة أيام وقد تم الاتفاق بين وزيرى داخلية البلدين على تشكيل لجنة لمعالجة آثار الحوادث الحدودية كما جرى أيضا لقاءين بين الرئيس اليمنى علي عبد الله صالح والأمير عبد الله بن عبد العزيز ولى العهد السعودي على هامش القمة الإسلامية التي عقدت بالمغرب في ديسمبر 1994 ومع ذلك، فقد وقع حادث حدودى آخر في المنطقة الجنوبية الشرقية (منطقة الخرخير) للحدود اليمنية السعودية، إذ عبرت دورية عسكرية سعودية الحدود إلى اليمن وهاجمت موقعا يمنيا، كما أن السعودية تحشد قواتها على الحدود مع اليمن، وأن الطائرات ومنصات إطلاق الصواريخ السعودية انتشرت على مقربة من محافظتى صعدة والمهرة على بعد 230 كم من صنعاء ووقعت عدة اشتباكات مسلحة بين البلدين هذا في الوقت الذي أعلنت فيه السعودية أن قوات يمنية اجتازت الحدود، واحتلت مركزا حدوديا سعوديا وكأن من المقرر أن تجرى مباحثات بين الجانبين ولكن هذا الحادث الحدودى أدى إلى تأجيل اللقاء بين الوفدين وهنا تدخلت الوساطة من قبل بعض الأطراف العربية لتهيئة الجو لتلك المحادثات فقد أرسل الرئيس السوري حافظ الأسد نائبه عبد الحليم خدام وزير الخارجية فاروق الشرع لأجراء مباحثات مع المسئولين في السعودية واليمن، وبالفعل جرت هذه المحادثات مع الجانبين السعودي واليمنى، كما أجرى الرئيس الأسد اتصالاته بالملك فهد والرئيس علي عبد الله صالح ومن ناحية أخرى قابل الرئيس حسني مبارك الرئيس اليمنى في مطار القاهرة واجرى اتصالاته مع الملك فهد والرئيس السوري وقد أسفرت تلك الاتصالات من قبل سوريا ومصر عن صدور بيان سعودي يمنى مشترك جاء فيه بأنه قد تم الاتفاق على إعادة الأوضاع إلى ما كانت عليه وعدم اللجوء إلى استخدام القوة بينهما وتطلعهما إلى استئناف المحادثات الثنائية بينهما لحل مشاكل الحدود المعلقة وعزمهما على توفير الأجواء المناسبة لنجاح المفاوضات الثنائية وعودة علاقاتهما إلى طبيعتها بروح من التفاهم والأخوة وحسن الجوار وبما يكفل تعزيز الأمن والاستقرار في المنطقة .

## التفاهم
سافر وفد يمنى إلى السعودية برئاسة الشيخ عبد الله بن حسين الأحمر رئيس البرلمان وعضوية عبد القادر بإجمال نائب رئيس الوزراء ووزير التخطيط، وعبده على عبد الرحمن نائب وزير الخارجية، وذلك لأجراء مباحثات مع الجانب السعودي وتألف الوفد السعودي من الأمير سعود الفيصل وزير الخارجية رئيسا وعضوية كل من عبد العزيز الخويطر وزير المعارف وعلى بن مسلم المستشار في الديوان الملكى وقد أكد الشيخ الأحمر بتأبيد من الجانب السعودي وأن أجواء التوتر أزيلت أيضا، وأشار إلى عدم وجود أي حشود عسكرية من الطرفين على جانبى الحدود بعد سحب القوات إلى مواقعها قبل اندلاع الحادث الحدودى الأخير .
وجرت عدة اجتماعات بين الوفدين، وتم تبادل ورقتى العمل من الجانبين وأوضح مصدر يمنى أن نقاط التلاقى في الورقتين كثيرة، وأن الجانبين أبديا عزمهما على مواصلة الحوار للتوصل إلى ورقة عمل مشتركة ومن المناسب هنا في هذا السياق طرح التصريحات التي صدرت من المسئولين في البلدين إذ صرح الرئيس اليمنى علي عبد الله صالح بأن بلاده غير مستعدة للدخول في حرب مع أشقائها العرب وأن اليمن يؤمن بالحوار لحل أي مشكلة سياسية أو حدودية وقال أنه يقبل في إطار الحوار أن يكون أساس حل المشكلة هو اتفاقية الطائف كمنظومة متكاملة، وقد عرضنا على السعودية إنشاء لجنة عليا تتفاوض، فإن لم تتوصل لتسوية، نلجأ إلى التحكيم أو محكمة العدل الدولية وأشار إلى أن السعودية لها قواعد عسكرية في جيزان وخميس مشيط وشروره وأن هذه القواعد لا تشكل أي مخاوف بالنسبة لليمن حيث تكون العلاقات طبيعية بين البلدين، لكنها تسبب مخاوف لليمن حيث تكون العلاقات غير طبيعية وأن ثمة اتجاها لفرض الأمر الواقع وأضاف أن ما بذلته الجمهورية اليمنية من جهود عبرت عن نيات حسنة ورغبة صادقة في حل قضية الحدود على أساس الحوار والتفاهم الأخوى وبما يضمن الحقوق المشروعة للطرفين ويجعل الحدود جسورا للتواصل والمحبة بين الشعبين الشقيقين وفي المقابل أكد الملك فهد التزام بلاده بالسلام مع اليمن في نزاعها الحدودى .
وقد صرح الأمير سعود الفيصل وزير الخارجية أن الملك فهد اختار انتهاج سياسة ضبط النفس والتروى بالرغم من أن عددا من التجاوزات الحدودية بدا منذ شهر ديسمبر 1994 وأن السعودية تريد عدم تصعيد الأمور مع اليمن ولكنها لن تقبل بالأمر الواقع الذي يحاول اليمن فرضه وخصوصا أن الوعد الذي أعطى لنائب الرئيس السوري بالانسحاب اليمنى لم ينفذ بل أن اليمن عززت قواتها في المركز الذي احتلته وقد أدت الوساطة السورية إلى تكوين لجنة قانونية من الجانبين بحثت في مسألتين إجرائيتين هما، الخلاف القائم حول صيغة ترسيم الحدود التي لم تتناولها معاهدة الطائف الموقعة عام 1934، وتعيين خط الحدود البرية بين السعودية واليمن الجنوبي (سابقا) إضافة إلى ترسيم ما تبقى من خط الحدود الذي يبدأ من منطقة رأس المعوج على البحر الأحمر إلى وادي جيزان فجبل الثار وفي إطار هذه الخطوة من المباحثات، فقد تم رفع المستوى السياسى للمفاوضات بحلول إبراهيم العنقرى المستشار الخاص للملك فهد محل علي بن مسلم بينما حل إسماعيل الوزير المستشار القانونى للرئيس اليمنى محل عبده على عبد الرحمن نائب وزير الخارجية وقد توصل الجانبان إلى تجاوز كل القضايا الإجرائية عن طريق تشكيل أربع لجان مشتركة تم التفاوض المبدئي عليها وهي:ـ
- لجنة عسكرية تكون مهمتها مراقبة الأوضاع على الحدود بين البلدين والحيلولة دون أي نشاط عسكرى قد يهدد الاستقرار في المناطق الحدودية وكذلك وقف عمليات التهريب .
- لجنة للحدود تنبثق منها لجان فرعية تعنى بقضايا تحديد الحدود وترسيمها ووضع علاماتها .
- لجنة ثالثة على مستوى وزارى مهمتها تطبيع العلاقات بين البلدين والأشراف على أعمال اللجان الثلاث، ولجنة رابعة عليا لم تحدد مهمتها بعد مذكرة التفاهم .

وفي هذا الصدد نرصد عددا من الملاحظات:ـ
- أعلنت اليمن قبولها لتدخل أطراف ثالثة لحل المشكلة، في حين فضلت السعودية حل المشكلة في الإطار الثنائي، وقد اقترحت اليمن تشكيل لجنة عسكرية يمنية ـ سعودية برئاسة عيسى رئيس هيئة الأركان وبإشراف ممثلين من كل من مصر وسوريا للاطلاع ميدانيا على حقيقة الأوضاع والتأكد من عدم وجود الحشود العسكرية السعودية على حدود الأراضي اليمنية، لكن الأمير سلطان بن عبد العزيز النائب الثاني لرئيس مجلس الوزراء وزير الدفاع والطيران السعودي صرح بقوله ـ نحن نرحب بكل لقاء أخوى وكل تأييد أخوى لمبادئ السلام والمحبة سواء من إخواننا في سورية أو في مصر، لكن العلاقات السعودية ـ اليمنية لا تستوجب الآن دخول أي أخ عربى.
- قبول الطرفين ما نصت عليه اتفاقية الطائف كمنظومة متكاملة لتسوية قضية الحدود بين البلدين.
- أن المباحثات الثنائية من أفضل وأجدى أنواع المباحثات التي تساعد على إيجاد حلول للمشكلات التي تقع بين الدول وهو ما ظهر في المباحثات الثنائية السعودية اليمنية التي وصلت إلى مذكرة للتفاهم، وهو ما يعتبر خطوة هامة على طريق حل الخلاف بينهما بالطريق السلمى، ومثالا لدول أخرى لديها مشاكل تحاول الوصول لتسوية لها.
- وضح من المحادثات بين البلدين، مدى إصرار الجانب اليمنى على تسوية الخلاف الحدودى مع السعودية، وظهر ذلك في مظاهر عديدة منها ما صرح به ـ الشيخ الأحمر ـ بأنه لن يبرح السعودية إلا إذ تم الاتفاق مع السعودية على تصور نهائي لتسوية الخلاف ولا يقل الإصرار السعودي عن الإصرار اليمنى وهكذا فإن الإصرار العملى مع الإصرار الخطابى الإيجابى دفع في اتجاه تسوية الخلاف (5) أن تسكين المشكلات، وعدم أيجاد حل جذرى لها لا ينهى المشكلة، فقد يثور سبب ما يدفع إلى خروج المشكلة على السطح مرة أخرى وقد وضح ذلك من الخلاف الحدودى اليمنى ـ السعودي فلم تثر أية مشكلة في عام 1954، 1974 بخصوص الاتفاقية التي نظمت الحدود بين البلدين في عام 1934 ولكن بروز أسباب في الآونة الأخيرة دفع إلى إثارة المشكلة وبروزها مرة أخرى وهذا يعلمنا درسا وهو أن نبادر لحل المشكلات، وأن لا نعول كثيرا على تسكين المشكلات لأنها ستثور في يوم من الأيام، لأنها في البداية والنهاية مشكلة، والمشكلة لابد لها من حل وسيستمر الجانبان في التفاوض حتى يتوصلا لتسوية نهائية للخلاف الحدودى ربما يعود بالخير على البلدين، والأمة العربية، ويكون ذلك نموذجا يحتذى به في حل الخلافات الحدودية الموجودة على الساحتين العربية والدولية ويتحقق السلام.

## معاهدة جدة وترسيم الحدود
حددت معاهدة جدة التي عقدت 12 يونيو 2000 م بين المملكة العربية السعودية والجمهورية اليمنية الحدود النهائية بين الدولتين.
حيث تضمنت المعاهدة التزام الطرفان بمعاهدة الطائف لتحديد خطوط الحدود الفاصله بين السعودية وأجزاء اليمن الشمالي (سابقا) وبالنسبة للأجزاء التي كانت ضمن (اليمن الجنوبي سابقاً) تم الإتفاق على ترسيم هذا الجزء بصورة ودية، ويبدأ هذا الجزء من جبل الثأر وينتهي عند النسق الجغرافي لتقاطع خط عرض ( 19 ) شمالا مع خط طول(52) شرقا.
و تضمنت تحديد منطقة الرعي بعشرين كيلو مترا بحيث يحق للرعاة من البلدين استخدام مناطق الرعي ومصادر المياه على جانبي هذا الجزء من خط الحدود استنادا إلى التقاليد والأعراف القبلية السائدة لمسافة لا تزيد عن عشرين كيلو مترا.
و تضمنت انه لا يجوز لأي من الطرفين المتعاقدين حشد قواته المسلحة على مسافة تقل عن عشرين كيلو مترا على جانبي الحدود ويقتصر نشاط أي طرف في كل جانب على تسيير دوريات أمن متنقلة باسلحتها الاعتيادية.
وفي حالة اكتشاف ثروة طبيعية مشتركة قابلة للاستخراج والاستثمار على طول خط الحدود بين البلدين بدءا من رصيف البحر تماما رأس المعوج شامي لمنفذ رديف قراد وحتى نقطة تقاطع خط عرض ( 19) شرقا مع خط طول ( 52 ) شمالا
فان الطرفين المتعاقدين سوف يجريان المفاوضات اللازمة بينهما للاستغلال المشترك لتلك الثروة.

## نص المعاهدة
| معاهدة جدة (2000) | ترسيخًا لعرى الأخوة والمودة وصلة القربى التي تربط الشعبين الشقيقين في الجمهورية اليمنية والمملكة العربية السعودية. واستنادا إلى ما يجمعهما من أسس ومبادئ العقيدة الإسلامية وقوامها ا لتعاون على البر والتقوى . وانطلاقا من ما تنسجها روابط تاريخهما المشترك وأساسهـا التعـاون والتعاضـد وإشاعـة الأمـن والسـلام والسكينـة بينهمـا . وتأسيسا على ما تتميز به العلاقة الأخوية القائمة بين قيادتي البلدين الشقيقين ممثلة بفخامة / الرئيس علي عبد الله صالح رئيس الجمهورية اليمنية وأخيه خادم الحرمين الشريفين الملك / فهد بن عبد العزيز آل سعود ملك المملكـــــة العربية السعودية حفظهما الله من مودة وصفاء وحرص على كل ما من شأنه ترسيخ وتوطيــد العــلاقات الأخويـــــة الحميمة بين الشعبين الشقيقين وحرصا منهما على إيجاد حل دائم لمسألة الحدود البرية والبحريـة بين بلديـــهما بما ترتضيه وتصونه الأجيال المتعاقبة حاضرا ومستقبلا سواء لحـــدود التي عينتها معاهـــدة الطائــف الموقعـــــــة بين المملكتين في عام 1353هـ الموافق 1934م ورسمّتها هيئــات مشتركة حسبما هو وارد ومبين في تقارير الحــدود الملحقة بالمعاهدة أو تلك التي لم يتم ترسيمها . فقد تم الإنفاق على ما يلــــــي :- المادة ( 1 ) يؤكد الجانبان المتعاهدان على إلزامية وشرعية معاهدة الطائف وملحقاتها بما في ذلك تقارير الحدود الملحقة بها كما يؤكدان التزامهما بمذكرة التفاهم الموقعة بين البلدين في 27/ رمضان / 1415هـ . المادة ( 2 ) يحدد خط الحدود الفاصل النهائي والدائم بين الجمهورية اليمنية والمملكة العربية السعودية على النحو التــالي :- أ – الجزء الأول : يبدأ هذا الجزء من العلامة الساحلية على البحر الأحمر ( رصيف البحر تماما رأس المعوج شامي لمنفذ رديف قراد ) وإحداثياتها هي خــط عرض ( 8،14،24،16 ) شمالا وخـــط طــــول ( 7،19،46،42 ) شرقا ، وينتهي عند علامة جبل الثأر وإحداثياتهاهي( 58،21،44)شــرقــا،و( 00، 26، 17 ) شمالا، وتفصلهمــا بالإحداثيات الواردة في الملحق رقم ( 1 )ويتــم تحديد هوية الــقــــرى الواقعــة على مسـار هذا الجزء من الخط وفقـــا لمـــا نصت عليه معاهدة الطائف وملاحقها بما في ذلك انتماؤها القبلي ، وفي حالة وقوع أي من الإحداثيات على موقع أو مواقع قرية أو قرى أحد الطرفين فإن المرجعية في إثـــبات تبعيـــة هذه القريــة أو القرى هو انتماؤها لأحد الطرفين ويتم تعديل مسار الخط وفقا لذلك عند وضع العلامات الحدودية . ب – الجزء الثاني : هو ذلك الجزء من خط الحدود الذي لم يتم ترسيمه،فقــداتفــق الطرفان المتعاهدان على ترسيم هذاالجزء بصورة ودية،ويبدأ هذا الجزء من جبل الثأر المحددة إحداثياته أعلاه وينتهي عند النسـق الجغرافي لتقاطع خط عرض ( 19 ) شمالا مع خط طول(52)شرقاوتفصيلهابالإحداثيات الواردة في الملحق رقم ( 2 ) . جـ – الجزء الثالث: هو الجزء البحري من الحدود الذي يبدأ من العلامةالبريةعلى ساحل البحر(رصيف البحر تماما رأس المعوج شامي لمنفذ رديف قراد ) المحددة وإحداثياتها أعلاه وينتهي بنهاية الحدود البحرية بين الدولتين وتفصيلها بالإحداثيات في المرفق رقم ( 3 ) . المادة ( 3 ) 1 – بغية وضع العلامات ( الساريات ) على خط الحدود بدءا من نقطة التقاء حدود البلدين مع حدود سلطنة عمان الشقيقة عند النسق الجغرافي لتقاطع دائرة العرض(19) شمالا وخط طول(52) شرقا وانتهاء برصيف البحر تماما رأس المعوج شامي لمنفذ رديف قراد بإحداثياته الواردة في الملحق رقم ( 1 ) . فان الطرفين المتعاهدين سوف يكلفان شركة دولية بالقيام بالمسح الميداني لكامل الحدود البرية والبحرية وعلى الشركة المنفذة المتخصصة والفريق المشترك من الجانبين المتعاهدين التقيد الصارم بالمسافات والجهات بين كل نقطة والنقطة التي تليها وبقية الأوصاف الواردة في تقارير الحدود الملحقة بمعاهدةالطائف،وهذه الأحكام ملزمــة للطرفيــــن . 2 – سوف تقوم الشركة الدولية المتخصصة بإعداد خرائط مفصلة لخط الحدود البرية بين البلدين وسوف تعتمد هذه الخرائط بعد توقيعها من قبل ممثلي الجمهورية اليمنية والمملكة العربية السعودية بصفتها خرائط رسمية تبين الحدود الفاصلة بين البلدين وتصبح جزءا لا يتجزأ من هذه المعاهدة ، وسوف يوقع الطرفان المتعاهدان على اتفاق حول تغطية تكاليف أعمال الشركة المكلفة بتشييد العلامات على طول خط الحدود البرية الفاصل بين البلدين المادة ( 4 ) يؤكد الطرفان المتعاهدان التزامهما بالمادة الخامسة من معاهدة الطائف وذلك فيما يتعلق بإخلاء أي موقع عسكري تقل مسافته عن خمسة كيلو مترات على طول خط الحدود المرسم بناء على تقارير الحدود الملحقة بمعاهدة الطائف . أما بالنسبة لخط الحدود الذي لم يتم ترسيمه بدءا من جبل الثأر حتى نقط تقاطع خط عرض(19) شمالا مع خط طول ( 52 ) شرقا فيحكمه الملحق رقم ( 4 ) المرفق بهذه المعاهدة . المادة ( 5 ) تصبح هذه المعاهدة نافذة المفعول بعد التصديق عليها طبقا للإجراءات المتبعة في كل من البلدين المتعاهدين وتبادل وثائق التصديق من قبل الدولتين . عن المملكة العربية السعودية/سعود الفيصل وزير الخارجيـــة عن الجمهورية اليمنية/عبد القادر عبد الرحمن باجمال- نائب رئيس مجلس الوزراء وزير الخارجيـــة جــدة 10/3/1421هـ الموافق 12/6/2000م الملحــق رقــــم ( 3 ) خط الحدود البحرية بين الجمهورية اليمنية والمملكة العربية السعودية :- 1 – يبدأالخط من النقطة البرية على ساحل البحر رصيف البحر تماما رأس المعوج شامي لمنفذ رديف قراد ذات الإحداثيات التالية/ ( 8 ،14،24،16 ) شمال ، و(7،19،46،42 ) شـرق . 2 – يتجــه الخط في خط مستقيم مواز لخطوط العرض حتى يلتقي بخط الطول(00،09،42 ) شــرق . 3 – ينحني الخط في اتجاه الجنوب الغربي حتى النقطة ذات الإحداثيات التاليــــة : ( 8،14،24،16 ) شمــال ، و (00،09،42) شــرق . 4 – ومنـه في خــط مستقيم مواز لخطوط العرض في اتجــاه الغرب حتى نهاية الحدود البحريــة بين البلديــن من نقطــة ذات إحــداثي ( 24،17،16)،( 00، 47، 41)(ثانية،دقيقة- درجة) الملحق رقــــم ( 4 ) لمعاهدة الحدود الدولية بين المملكة العربية السعودية والجمهورية اليمنية حول تنظيم حقوق الرعي وتحديد تموضع القوات المسلحة على جانبي الجزء الثاني من خط الحدود بين البلدين المشار إليه في هذه المعاهدة واستغلال الثروات الطبيعية المشتركة على طول خط الحدود البرية الفاصل بين البلدين . المـادة (1) أ - تحدد منطقة الرعي على جانبي الجزء الثاني من خط الحدود المشار إليه في هذه المعاهدة بعشرين كيلو مترا. ب - يحق للرعاة من البلدين استخدام مناطق الرعي ومصادر المياه على جانبي هذا الجزء من خط الحدود استنادا إلى التقاليد والأعراف القبلية السائدة لمسافة لا تزيد عن عشرين كيلو متــرا . جـ - سوف يجري الطرفان المتعاقدان مشاورات سنوية لتحديد نقاط العبور لأغراض الرعي بناء علـى ظروف وفرص الرعي السائــدة . المـادة ( 2 ) يعفــى الرعــاة من مواطني المملكة العربية السعودية ومواطني الجمهورية اليمنية مـــن :- أ- نظام الإقامة والجوازات وتصرف بطاقات مرور من السلطات المعنية التي ينتمي إليها هؤلاء الرعاة . ب - الضرائب والرسوم على الأمتعة الشخصية والمواد الغذائية والسلع الاستهلاكية التي يحملوها معهم وهذا لا يمنع أيا من الطرفين من فرض رسوم جمركية على الحيوانات والبضائع العابرة لغرض المتاجرة . المــادة (3) يحـق لأي من الطرفين المتعاقدين وضع القيود والضوابط التي يرونها مناسبة لعدد السيارات العابرة مــع الرعــاة إلى أراضيــه وكذلك نوع وعدد الأسلحة النارية المسموح بحملها شريطة أن يكون مرخصا لهــا مـن السلطات المختصة في البلدين مع تحديد هوية حاملهــــا . المــادة (4 ) في حالة انتشار مرض وبائي يصيب الثروة الحيوانية فلكل طرف الحق في فرض الإجراءات الوقائيــة اللازمة وفرض قيود على استيراد وتصدير الحيوانات المصابة وعلى السلطات المختصة في البلديــن التعاون فيما بينها للحد من انتشارالوبــاء قدر الإمكــان . المــادة ( 5 ) لا يجوز لأي من الطرفين المتعاقدين حشد قواته المسلحة على مسافة تقل عن عشرين كيلو مترا على جانبي الجزء الثاني من خط الحدود المشار إليه في هذه المعاهدة ويقتصر نشاط أي طرف في كل جانب على تسيير دوريات أمن متنقلة باسلحتهاالاعتياديــة . المــادة ( 6 ) فـي حالة اكتشاف ثروة طبيعية مشتركة قابلة للاستخراج والاستثمار على طول خط الحدود بين البلدين بدءا من رصيف البحر تماما رأس المعوج شامي لمنفذ رديف قراد وحتى نقطة تقاطع خط عــرض ( 19) شرقا مع خط طول ( 52 ) شمالا فان الطرفين المتعاقدين سوف يجريان المفاوضات اللازمة بينهما للاستغلال المشترك لتلك الثروة . المــادة ( 7 ) يعتبرهذاالملحق جزءا لا يتجزأ من هذه المعاهدة ويصادق عليه بالطرق المعتمــدة في البلديـن . | معاهدة جدة (2000) |

## وصلات خارجية
- نص المعاهدة من موقع وكالة الأنباء اليمنية